# Libra.se
LIBRA.SE är ett biblioteksdatasystem tillverkat av företaget Axiell Sverige AB. Libra finns på kommunbibliotek och fackbibliotek i Sverige och Finland. Företaget tillhör koncernen Axiell Group som även levererar biblioteksdatasystemen Book-IT, DDE Libra, ATP Origo, PallasPro och OpenGalaxy som används i Sverige, Finland, Danmark och Storbritannien.

## Historik
LIBRA.SE är efterföljaren till LIBRA II och LIBRA III. LIBRA II var ett terminalbaserat program som kördes i UNIX-miljö, liknande konkurrenten BTJ 2000. I och med LIBRA III fick Librasystemet ett grafiskt användargränssnitt och Libra var ett av de första bibliotekssystemen med en webb-baserad OPAC där låntagare själva kan söka i bibliotekskatalogen.
System med LIBRA III består normalt sett av en UNIX-server, Windowsbaserade personalklienter samt en windowsbaserad webbserver med OPAC. Databassystemen som användes i LIBRA III är C-ISAM och Mimer.

## Utmärkande drag
Katalogen i LIBRA.SE använder MARC-standarden MARC 21 fullt ut, vilket innebär att systemet därmed kan användas på alla typer av bibliotek så som fackbibliotek på företag, högskolor, universitet med mera. Marc 21-standarden förenklar utbyte mellan bibliotek, och Bibliotekstjänst har övergått till att leverera katalogposter med den nya standarden för att kunna stödja LIBRA.SE.
I systemet finns en inbyggd SRU- och SRW-klient som används för sökning i andra biblioteksdatabaser. Som tilläggstjänst finns även en SRW-server, en programvara som biblioteken använder för ge andra bibliotek möjlighet att söka i den egna basen.

## Struktur
Med övergången till LIBRA.SE gjordes ett plattformsbyte till att använda Microsoft SQL Server. Hela systemet, både serverprogram, klientprogram och OPAC skrevs om från grunden till .NET.